# Odvaha milovat
Odvaha milovat (v originále Le Courage d'aimer) je francouzský hraný film z roku 2005, který režíroval Claude Lelouch podle vlastního scénáře. Film popisuje osudy obyvatel Paříže z různých společenských vrstev. Dochází k prolínání několika paralelních příběhů.

## Děj
Film začíná o Vánocích roku 1999, kdy se seznámí mladá Shaa se starším Massimem a oba se živí zpěvem na ulici a v metru. Všimne si jich majitel jazz klubu a angažuje je ve svém podniku. Do Paříže přijíždí italský podnikatel Michel Gorkini, který si chce koupit zámeček za městem, který prodává vdova Sabine Duchemin, která je herečkou v Comédie-Française. K prodeji nedojde, ale začnou společně žít. Služebnou na zámku je Clémentine, jejíž dvojče Anne pracuje jako servírka v jazzovém klubu. Shaa dostane nabídku stát se profesionální zpěvačkou, ovšem musí opustit Massima. Ten odjede z Paříže spolu s Anne a zpívá v klubu na venkově. Zatímco Shaa ve své kariéře zcela propadne, Massimo naopak má po dvou letech velký úspěch a vyhraje národní pěveckou soutěž. Shaa napíše o svém vztahu k němu a o zpackané kariéře knihu, která se stane bestsellerem. Knihu si vyhlédne režisér, koupí práva a chce, aby v něm Shaa a Massimo hráli sami sebe. Film je natočen a končí sebevraždou hrdinky. Během premiéry filmu se Massimo doví, že Shaa právě skutečně sebevraždu spáchala. Ožení se s Anne, Clémentine si vezme Gorkiniho, který se mezitím rozešel s herečkou.

## Obsazení
| Mathilde Seigner | Anne / Clémentine          |
| Maïwenn Le Besco | Shaa                       |
| Massimo Ranieri  | Massimo                    |
| Michel Leeb      | Michel Gorkini             |
| Arielle Dombasle | Sabine Duchemin            |
| Line Renaud      | Line                       |
| Yannick Soulier  | Sami                       |
| Francis Perrin   | Didier, majitel jazz klubu |